# Ядерна війна

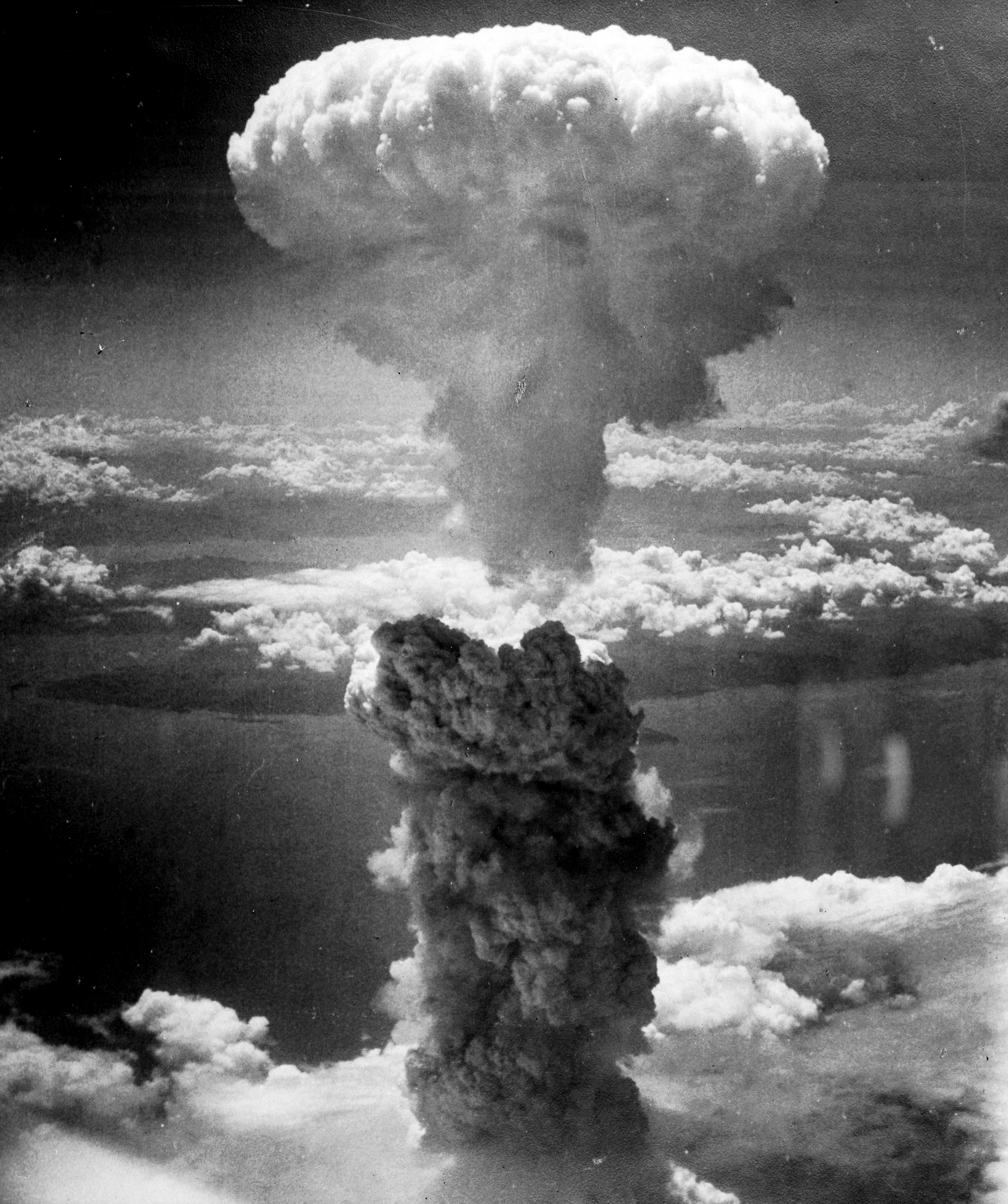
Ядерний вибух у Хіросімі, Японія

Ядерна війна — війна, у якій засобом озброєння є ядерна зброя.
Доктрина ядерної війни була прийнята в США і СРСР після Другої світової війни.

## Історія
На першому етапі розглядалася можливість лише загальної ядерної війни, для якої характерно необмежене, масоване і сконцентроване за часом застосування всіх видів ядерної зброї як по військових, так і по цивільних цілях. Перевагу в такому конфлікті мала б сторона, яка першою завдасть масований ядерний удар по території супротивника з метою знищення його ядерних сил.
Однак така атака могла не принести бажаного ефекту, що створювало велику ймовірність завдавання удару у відповідь по великих містах і промислових центрах. Крім того, виділення величезної кількості енергії в результаті вибухів, а також викиди сажі та попелу через пожежі (так звана «ядерна зима» або «ядерна ніч») і радіоактивне зараження мали б катастрофічні наслідки для життя на всій Землі. Прямо чи побічно в таку «третю світову війну» були б втягнені більшість країн світу. Існувала імовірність того, що розв'язання такої війни привело б до загибелі людської цивілізації, глобальної екологічної катастрофи.
У другій половині 1950-х була висунута концепція обмеженої ядерної війни. Пізніше, у 1970-х, такий конфлікт став розглядатися як збройна боротьба із застосуванням різних видів зброї, включаючи тактичну й оперативно-тактичну ядерну зброю, використання якої обмежується районами застосування ядерних засобів. Ядерна зброя в цьому випадку застосовується для ураження найважливіших військових і військово-економічних об'єктів супротивника. Проте, навіть обмежений ядерний конфлікт містить небезпеку радіоактивного зараження великих територій і переростання в загальний конфлікт за участю декількох держав, що володіють ядерною зброєю.

## Сучасна симуляція
У 2023 році вчені Массачусетського технологічного інституту, разом з міждисциплінарною групою вчених, створили науково-реалістичну симуляцію ядерної війни між США та РФ. Згідно з публікацією у журналі Time, вони використовували лише незасекречені дані, які лягли в основу візуалізації та відповідного відео, яке поєднує в собі детальне моделювання:
- ядерного націлювання;
- траєкторій ракет;
- вибухів та електромагнітного імпульсу;
- поширення чорного вуглецевого диму в усьому світі та зміну клімату.